# ويلكو زيلينبيرج
ويلكو زيلينبيرج (بالهولندية: Wilco Zeelenberg)‏ هو متسابق دراجات نارية هولندي. نافس في سباقات بطولة العالم لفئة 250 سي سي ولفئة 50 سي سي. كما شارك في بطولة العالم للسوبرسبورت.

## روابط خارجية
- ويلكو زيلينبيرج على موقع MotoGP.com (الإنجليزية)
- ويلكو زيلينبيرج على موقع WorldSBK.com (الإنجليزية)